# 野獸之瞳
《野獸之瞳》（英語：Born Wild）是2001年上映的一部香港動作電影，由梁柏堅執導，古天樂、吳彥祖、谷祖琳及譚耀文等主演。電影講述主角阿沖與哥哥較勁及復仇的故事。譚耀文憑本片奪得第38屆金馬獎最佳男配角。

## 劇情
賀瞳（古天樂 飾）和賀沖（吳彥祖 飾）是一對關係疏離的孿生兄弟。哥哥阿瞳是一個活潑外向的聰明孩子，而沖則完全相反，害羞內向。在他二十六歲生日那天，沖收到了哥哥去世的消息，驚詫的他開始調查哥哥的神秘死亡。在阿瞳的家裡，沖遇上了瞳生前的女友阿陸（谷祖琳 飾）和最好的朋友阿Man（譚耀文 飾）。沖最終發現瞳的死是因為在一場拳擊比賽中拒絕打假拳。日子漸長，沖漸漸喜歡上阿陸，而與此同時開始著手為哥哥的死報仇。

## 角色
| 演員            | 角色      | 備註             |
| 古天樂          | 賀瞳      | 孿生兄弟中的哥哥 |
| 古天樂          | Jonas     |                  |
| 吳彥祖          | 賀沖      | 孿生兄弟中的弟弟 |
| 吳彥祖          | 川青年    |                  |
| 谷祖琳          | 阿陸      | 賀瞳之女友       |
| 譚耀文          | Man／阿文 | 賀瞳之友         |
| 駱應鈞          | 柱哥      |                  |
| 朴柱天          | 朝鮮拳手  |                  |
| Wrath White     | 阿里安    |                  |
| 白鷹            | 英先生    | (客串)           |
| 張國柱          | 賀川      | (客串)           |
| 郭妃麗          | 母親      | (客串)           |
| 黃岳泰          | 老吳      | (客串)           |
| 鄭丹瑞          | 醫生      |                  |
| 陳生            | 賭客      |                  |
| 張瑞哲          | Marco     |                  |
| 陳霽平          | 沖女友    |                  |
| 司徒郁東        | 警察甲    |                  |
| 葉步奇          | 警察乙    |                  |
| Ron Smoorenlurg | 外籍拳手  |                  |
| 奔捷龍          | 拳手      |                  |
| 藍靖            | 拳手      |                  |
| Jay Lau         | 拳手      |                  |
| 國建勇          | 拳手      |                  |
| 林仲岐          | 拳手      |                  |
| 楊證華          | 阿華      |                  |
| 蕭慕欣          | 接待員    |                  |
| 陳士廷          | 黑市醫生  |                  |
| 曾家俊          | 瞳童年    |                  |
| 文成鋒          | 沖童年    |                  |
| 楊展峰          | 瞳青年    |                  |
| 楊溢峰          | 沖青年    |                  |

## 電影歌曲

### 主題曲
| 歌名     | 演唱者 | 作曲   | 填詞   | 編曲   |
| 〈承受〉 | 谷祖琳 | 趙增熹 | 黃偉文 | 趙增熹 |

### 插曲
| 歌名       | 演唱者 | 作曲 | 填詞 | 編曲   |
| 〈愈難忘〉 | 谷祖琳 | -    | -    | 劉祖德 |

## 獎項
| 年份 | 頒獎典禮              | 獎項       | 名字   | 結果 |
| ---- | --------------------- | ---------- | ------ | ---- |
| 2001 | 第38届金馬獎          | 最佳男配角 | 譚耀文 | 獲獎 |
| 2002 | 第7屆香港電影金紫荊獎 | 最佳男配角 | 譚耀文 | 提名 |
| 2002 | 第21屆香港電影金像獎  | 最佳男配角 | 譚耀文 | 提名 |

## 外部連結
- 香港影庫上《野獸之瞳》的資料（繁體中文）
- 開眼電影網上《野獸之瞳》的資料（繁體中文）
- 时光网上《野獸之瞳》的資料（简体中文）
- 豆瓣电影上《野獸之瞳》的資料 （简体中文）
- AllMovie上《野獸之瞳》的资料（英文）
- 互联网电影数据库（IMDb）上《野獸之瞳》的资料（英文）